# ヘルマン・アルバレス・ベイグベデル
ヘルマン・アルバレス・ベイグベデル（Germán Álvarez Beigbeder, 1882年12月15日 - 1968年10月11日）はスペインの作曲家。
カディス県ヘレス・デ・ラ・フロンテーラ出身。マドリードでバルトロメ・ペレス・カサスとマヌエル・マンリケ・デ・ララに師事。ヘレスの市民バンドの音楽監督を長年の間務めあげ、また音楽教育にも熱心であった。作風はアンダルシア風の音楽である。

## 作品
- 交響曲第1番ト短調（1922）
- ヘレスの田舎（1928）
- スターバト・マーテル（1937）
- 交響曲第2番ホ短調「Rincón Malillo」（1946）
- カディスの山脈のロマンス

## 文献
- Wolfgang Suppan, Armin Suppan: Das Neue Lexikon des Blasmusikwesens, 4. Auflage, Freiburg-Tiengen, Blasmusikverlag Schulz GmbH, 1994, ISBN 3-923058-07-1
- Paul E. Bierley, William H. Rehrig: The heritage encyclopedia of band music : composers and their music, Westerville, Ohio: Integrity Press, 1991, ISBN 0-918048-08-7